# Szahrak-e Danesz (Teheran)
Szahrak-e Danesz (perski: شهرك دانش) – duża miejscowość w północnym Iranie, w ostanie Teheran. W 2006 roku miejscowość liczyła 4 228 mieszkańców w 1067 rodzinach.